# Kitajgród
Kitajgród (ukr. Китайгород) – wieś w rejonie kamienieckim obwodu chmielnickiego Ukrainy, za czasów Rzeczypospolitej miasto. 
Kitajgród jako miasto zbudowany został przez Andrzeja Potockiego herbu Pilawa, kasztelana kamienieckiego, ok. 1607 r., gdzie jego syn Stanisław Potocki wystawił zamek i otoczył go murem i wałem, należał następnie do Krokowskich herbu Ślepowron i Mrozowickich herbu Prus III. Według spisu urzędowego z 25 października 1789, w parafii kitajgrodzkiej obejmującej miasto Kitajgród i wieś Wychwatyńce, należące wówczas do Mikołaja Mrozowickiego, podkomorzego koronnego i rotmistrza królewskiego, mieszkało 240 Żydów (92 mężczyzn, 89 kobiet oraz 43 dzieci płci męskiej i 16 płci żeńskiej). W 1816 r. Mikołaj Mrozowicki, procesował się z Potockimi, m.in. z Kordulią z Komorowskich, wdową po generale Teodorze Potockim, wojewodzie bełskim, o szkody poczynione w swoich dobrach Kitajgród. W 1881 roku miasteczko spłonęło. W 2 połowie XIX wieku w Kitajgrodzie było 2050 parafian rzymsko-katolickich i 683 parafian prawosławnych. 
Następnie miasto było własnością polskich rodzin Orzechowskich i Belina-Brzozowskich, m.in. do Zenona Beliny-Brzozowskiego.
Przez pewien czas posługę duszpasterską sprawował w miejscowości Jan Olszański.

## Zabytki
- zamek wybudowany przez Stanisława Potockiego, syna Andrzeja, po 1607 r., otoczony murem i wałem. Szczątki zamku istniały do końca XIX w. w pobliżu kościoła[4]
- pałac Orzechowskich wzniesiony na nieregularnym planie w XIX w. w stylu eklektycznym; obecnie opuszczony[6]
- kościół pw. Nawiedzenia NMP[7], pierwotnie drewniany ufundowany przez Jerzego Potockiego w 1706, murowany wybudowany w 1775 r. w stylu barokowym przez Dominika Krokowskiego[4].  W latach 30 XX w. władze radzieckie zamknęły kościół, ale w czasie II wojny światowej znów został otworzony. W 1975 roku został ponownie oddany wiernym[8].

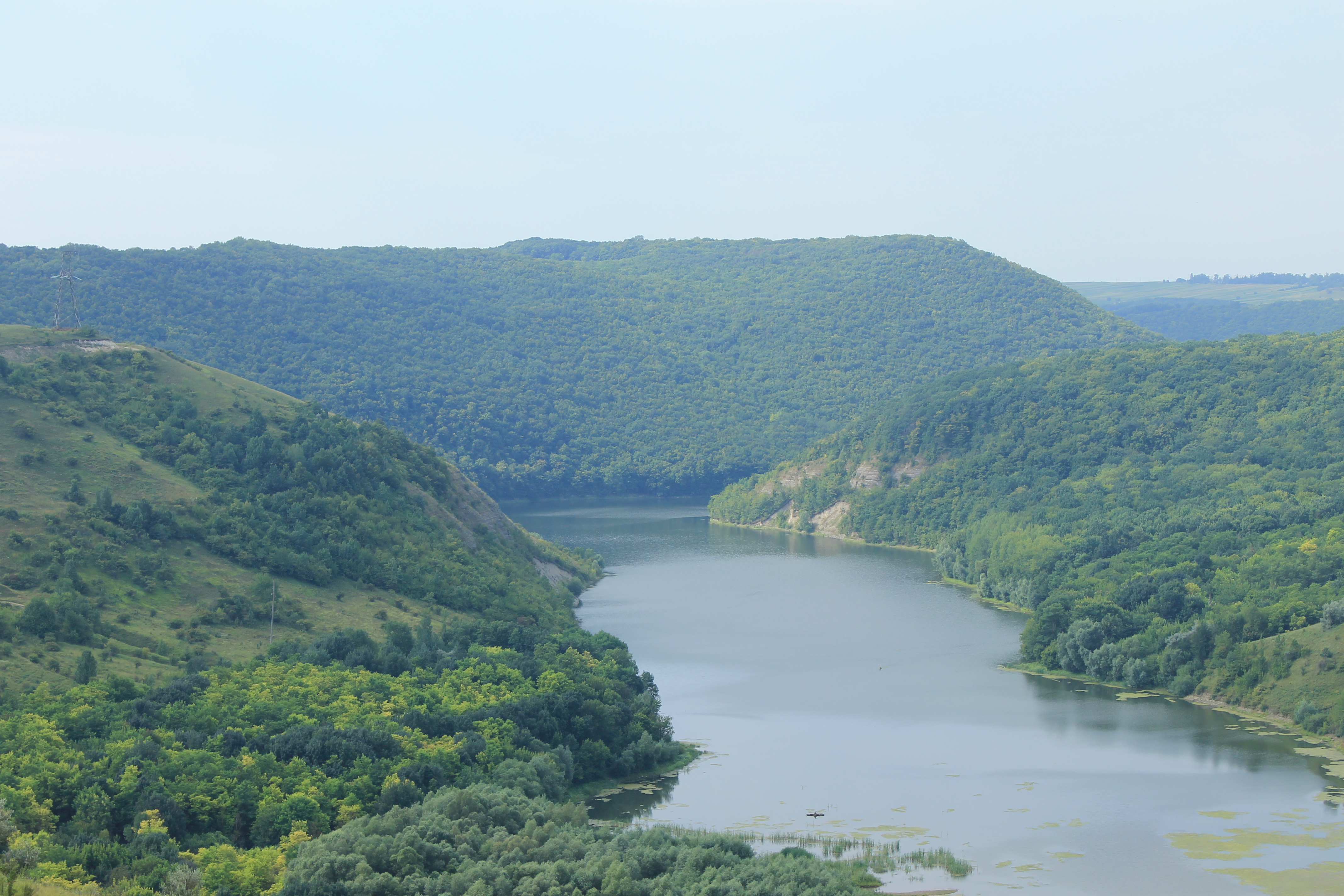
Okolice Kitajrodu